# Đá gel
Đá gel là một túi nhựa hoặc hộp nhựa, bên trong có chứa chất giữ lạnh dạng gel có thể chuyển đổi trạng thái từ lỏng qua rắn khi làm lạnh và từ rắn sang lỏng khi làm nóng.
Khi đá gel chuyển đổi từ trạng thái rắn sang lỏng thưởng ở 0 độ C, một lượng nhiệt lớn từ môi trường sẽ được hấp thu vào đá gel do chất giữ lạnh bên trong có nhiệt nóng chảy lớn. Vì vậy đá gel được dùng để giữ lạnh dược phẩm, thực phẩm và cần tạo môi trường lạnh khác.

## Cách dùng
Trước khi sử dụng, đá gel cần được cấp đông cho đến khi đông cứng hoàn toàn. Đá gel được đặt trong thùng cách nhiệt cùng với thực phẩm hoặc những hàng hóa cần kiểm soát nhiệt độ trong quá trình vận chuyển.

## Độ an toàn
Đối với loại đá gel an toàn thực phẩm thì có thể tiếp xúc trực tiếp với thực phẩm. nhưng đá gel có thể không an toàn nếu nuốt phải.